# Валченски окръг
Валченски окръг (на полски: Powiat wałecki) е окръг в Северозападна Полша, Западнопоморско войводство. Заема площ от 1414,98 км2. Административен център е град Валч.

## География
Окръгът се намира в югоизточната част на войводството.

## Население
Населението на окръга възлиза на 54 993 души (2012 г.). Гъстотата е 38,4 души/км2.

## Административно деление
Административно окръгът е разделен на 5 общини.
Градска община:
- Валч

Градско-Селски общини:
- Община Члопа
- Община Мирославец
- Община Тучно

Селска община:
- Община Валч

## Фотогалерия
- Валч
- Члопа
- Мирославец
- Тучно